# Кент Мандервілль
Кент Стефен Мандервілль (англ. Kent Stephen Manderville, нар. 12 квітня 1971, Едмонтон) — канадський хокеїст, що грав на позиції центрального нападника. Грав за збірну команду Канади. Брав участь у зимових Олімпійських іграх у 1992 році
Провів понад 700 матчів у Національній хокейній лізі.

## Ігрова кар'єра
Хокейну кар'єру розпочав 1989 року.
1989 року був обраний на драфті НХЛ під 24-м загальним номером командою «Калгарі Флеймс».
Протягом професійної клубної ігрової кар'єри, що тривала 17 років, захищав кольори команд «Торонто Мейпл-Ліфс», «Сент-Джон Мейпл-Ліфс», «Едмонтон Ойлерс», «Спрингфілд Фелконс», «Гартфорд Вейлерс», «Кароліна Гаррікейнс», «Філадельфія Флаєрс», «Піттсбург Пінгвінс», «Тімро» та «Еспоо Блюз».
Загалом провів 713 матчів у НХЛ, включаючи 67 ігор плей-оф Кубка Стенлі.
Був гравцем молодіжної збірної Канади. Виступав за дорослу збірну Канади.
Виступаючи за збірну Канади, став срібним призером зимових Олімпійських ігор у Альбервіллі.

## Статистика

### Клубні виступи
| Сезон        | Клуб                      | Ліга         | Регулярний сезон | Регулярний сезон | Регулярний сезон | Регулярний сезон | Регулярний сезон | Плей-оф | Плей-оф | Плей-оф | Плей-оф | Плей-оф |
| Сезон        | Клуб                      | Ліга         | І                | Г                | П                | О                | ШХ               | І       | Г       | П       | О       | ШХ      |
| ------------ | ------------------------- | ------------ | ---------------- | ---------------- | ---------------- | ---------------- | ---------------- | ------- | ------- | ------- | ------- | ------- |
| 1989–90      | Корнелльський університет | ECAC         | 26               | 11               | 15               | 26               | 28               | —       | —       | —       | —       | —       |
| 1990–91      | Корнелльський університет | ECAC         | 28               | 17               | 14               | 31               | 60               | —       | —       | —       | —       | —       |
| 1991–92      | «Торонто Мейпл-Ліфс»      | НХЛ          | 15               | 0                | 4                | 4                | 0                | —       | —       | —       | —       | —       |
| 1991–92      | «Сент-Джон Мейпл-Ліфс»    | АХЛ          | —                | —                | —                | —                | —                | 12      | 5       | 9       | 14      | 14      |
| 1992–93      | «Сент-Джон Мейпл-Ліфс»    | АХЛ          | 56               | 19               | 28               | 47               | 86               | 2       | 0       | 2       | 2       | 0       |
| 1992–93      | «Торонто Мейпл-Ліфс»      | НХЛ          | 18               | 1                | 1                | 2                | 17               | 18      | 1       | 0       | 1       | 8       |
| 1993–94      | «Торонто Мейпл-Ліфс»      | НХЛ          | 67               | 7                | 9                | 16               | 63               | 12      | 1       | 0       | 1       | 4       |
| 1994–95      | «Торонто Мейпл-Ліфс»      | НХЛ          | 36               | 0                | 1                | 1                | 22               | 7       | 0       | 0       | 0       | 6       |
| 1995–96      | «Сент-Джон Мейпл-Ліфс»    | АХЛ          | 27               | 16               | 12               | 28               | 26               | —       | —       | —       | —       | —       |
| 1995–96      | «Едмонтон Ойлерс»         | НХЛ          | 37               | 3                | 5                | 8                | 38               | —       | —       | —       | —       | —       |
| 1996–97      | «Гартфорд Вейлерс»        | НХЛ          | 44               | 6                | 5                | 11               | 18               | —       | —       | —       | —       | —       |
| 1996–97      | «Спрингфілд Фелконс»      | АХЛ          | 23               | 5                | 20               | 25               | 18               | —       | —       | —       | —       | —       |
| 1997–98      | «Кароліна Гаррікейнс»     | НХЛ          | 77               | 4                | 4                | 8                | 31               | —       | —       | —       | —       | —       |
| 1998–99      | «Кароліна Гаррікейнс»     | НХЛ          | 81               | 5                | 11               | 16               | 38               | 6       | 0       | 0       | 0       | 2       |
| 1999–00      | «Кароліна Гаррікейнс»     | НХЛ          | 56               | 1                | 4                | 5                | 12               | —       | —       | —       | —       | —       |
| 1999–00      | «Філадельфія Флаєрс»      | НХЛ          | 13               | 0                | 3                | 3                | 4                | 18      | 0       | 1       | 1       | 22      |
| 2000–01      | «Філадельфія Флаєрс»      | НХЛ          | 82               | 5                | 10               | 15               | 47               | 6       | 1       | 2       | 3       | 2       |
| 2001–02      | «Філадельфія Флаєрс»      | НХЛ          | 34               | 2                | 5                | 7                | 8                | —       | —       | —       | —       | —       |
| 2001–02      | «Піттсбург Пінгвінс»      | НХЛ          | 4                | 1                | 0                | 1                | 4                | —       | —       | —       | —       | —       |
| 2002–03      | «Піттсбург Пінгвінс»      | НХЛ          | 82               | 2                | 5                | 7                | 46               | —       | —       | —       | —       | —       |
| 2003–04      | «Тімро»                   | ШХЛ          | 23               | 3                | 8                | 11               | 18               | 9       | 2       | 2       | 4       | 47      |
| 2004–05      | «Тімро»                   | ШХЛ          | 34               | 9                | 3                | 12               | 90               | 7       | 0       | 1       | 1       | 18      |
| 2005–06      | «Тімро»                   | ШХЛ          | 43               | 11               | 9                | 20               | 79               | —       | —       | —       | —       | —       |
| 2006–07      | «Еспоо Блюз»              | СМ-Л         | 45               | 19               | 17               | 36               | 86               | 8       | 1       | 3       | 4       | 20      |
| Усього в НХЛ | Усього в НХЛ              | Усього в НХЛ | 646              | 37               | 67               | 104              | 348              | 67      | 3       | 3       | 6       | 44      |

### Збірна
| Рік  | Команда | Турнір | Місце | І  | Г  | П  | О  | ШХ |
| ---- | ------- | ------ | ----- | -- | -- | -- | -- | -- |
| 1990 | Канада  | МЧС    | 1     | 3  | 1  | 2  | 3  | 0  |
| 1991 | Канада  | МЧС    | 1     | 63 | 16 | 24 | 40 | 78 |
| 1992 | Канада  | ОІ     | 2     | 8  | 1  | 2  | 3  | 0  |